# V kadencja austriackiej Rady Państwa

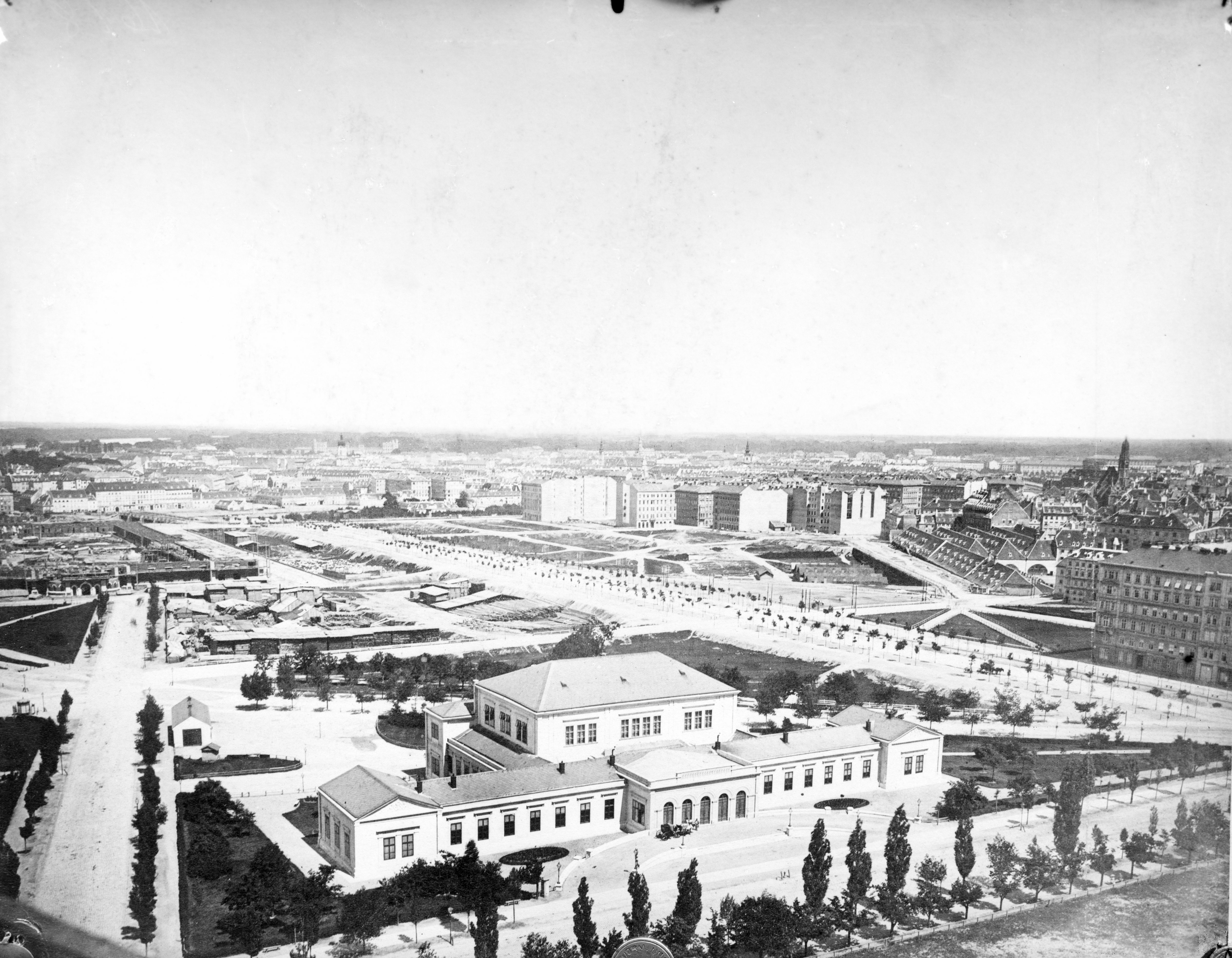

V kadencja austriackiej Rady Państwa – piąta kadencja austriackiego parlamentu, Rady Państwa, odbywająca się w latach 1873–1879 w Wiedniu.
Odbyła się tylko jedna sesja parlamentu:
- VIII sesja (4 listopada 1873–22 maja 1879)

Rada Państwa V kadencji była pierwszym parlamentem Austrii, do którego posłowie izby niższej byli wybierani bezpośrednio w wyborach według systemu kurialnego, a nie delegowani przez sejmy krajowe krajów koronnych.